# Tylos australis
Tylos australis is een pissebed uit de familie Tylidae. De wetenschappelijke naam van de soort is voor het eerst geldig gepubliceerd in 1990 door Lewis & Bishop.